# Podgrađe (Foča-Ustikolina)
Podgrađe es una población rural de la municipalidad de Foča-Ustikolina, en Bosnia y Herzegovina.

## Demografía
Hasta 2013 la población era de 4 habitantes.